# Souphanouvong
Le prince Souphanouvong, dit le Prince rouge, né le 13 juillet 1909 à Luang Prabang et mort le 9 janvier 1995 à Vientiane, est un homme d'État laotien, membre du Parti révolutionnaire populaire lao. Il est le premier président de la  République, du 2 décembre 1975 au 15 août 1991 (même si la présidence effective est exercée par Phoumi Vongvichit à partir de 1986).

## Jeunesse et formation
Il est le fils du prince Bounkhong, le dernier vice-roi de Luang Prabang. Ses quatre demi-frères Phetsarath Rattanavongsa, Kindavong, Souvannarath et Souvanna Phouma seront tous, à des époques différentes, Premiers ministres du royaume du Laos. Élevé en France et au Viêt Nam, il est ingénieur civil de l'École nationale des ponts et chaussées de la promotion 1937, comme notamment Raymond Aubrac. Souphanouvong parcourt le sud du Laos, le nord du Cambodge et l'Annam. Il rencontre au cours de ses voyages les populations rurales et prend  conscience des différends avec les autorités françaises. On dit qu'il fut attentif au fait que des villageois étaient enrôlés de force pour construire des routes dans les régions lointaine du sud-est du Laos - actuelles provinces de Savannakhet et de Saravane.

## Résistance indépendantiste
En août 1945, il est recruté à 36 ans au Parti communiste indochinois (PCI), lors d'une audience auprès d'Hồ Chí Minh. Celle ci mènera à la déclaration d'indépendance et à la fondation de la République démocratique du Viêt Nam le 2 septembre 1945.
Devenu communiste, il est un des fondateurs du Pathet Lao. Son expérience régionale et internationale fut précieuse à la cause révolutionnaire.Le 21 mars 1946, les forces du  Lao Issara essuient une défaite face à l'armée française, de retour après l'occupation japonaise. Ses leaders se réfugient en Thaïlande. Souphanouvong qui en fait partie, s'enfuit à Bangkok avec Phoumi Vongvichit et se lient d'amitié avec d'autres militants. En octobre 1946, le Comité lao de l'Est est créé, chargé de la sécurité des routes de transports stratégiques reliant l'intérieur du Viêt Nam à la vallée du Mékong. En début 1947, des unités militaires furent créées. Les brigades Xaychakkaphat et Samsentai, au sud du Laos, furent placées sous le commandement de Souphanouvong.
En 1949, il est rejoint au nord du Viêt Nam par Phoumi Vongvichit et une poignée de laotiens venus de Thaïlande où il a créé le Front de libération du Laos (Neo Lao Issara) qui dirige le Pathet Lao. Il  est le président du Comité central. Le NLI est alors composé d'un gouvernement de résistance et de forces de combat de la taille d'un bataillon. Il s'appuie sur le modèle du Việt Minh et du Front de libération du Cambodge (Nekhum Khmer Issarak). Le NLI s'oppose au gouvernement royal de Vientiane.

## Indépendance
La guerre d'Indochine prend fin en 1954, les Français se retirent. Le Laos devient indépendant. Le 1er novembre 1955, l'intervention officielle des États-Unis d'Amérique au Vietnam ouvre la guerre du Viêt Nam (1954-1975).
Le 22 mars 1955, le Parti populaire lao est officiellement fondé. Il succède au PCI, dissout en 1951 au profit de trois partis communistes distincts au Laos, au Cambodge et au Viêt Nam. Si le Comité directeur ne comporte à l'origine que 5 membres, dans la période qui suit le 1er congrès du parti, Souphanouvong et d'autres personnalités influentes l'intègrent – dont Phoumi Vongvichit.
À partir de 1957 une coalition entre le Pathet Lao et le gouvernement royal gouverne le pays. Il s'agit d'un compromis du Pathet lao qui visait à avoir une influence sur les territoires contrôlés par le gouvernement royal – tout en renforçant celle sur les zones « libérés ».
En mai 1959, à la suite du refus des forces du Pathet Lao d'intégrer l'Armée royale, Souphanouvong, Phoumi Vongvichit et une quinzaine de cadres du Front patriotique lao sont emprisonnés dans la prison de Phone Kheng à Vientiane. Au début de l'année 1960, ils s'évadent avec la complicité de dix gardes. Souphanouvong atteint avec ses hommes Sam Neua et y fait alors un retour triomphal.
Au milieu des années 1960, la direction du Pathet Lao se réfugie dans des grottes pour se protéger des bombardements américains. Souphanouvong, président du Front de libération du Laos, s'établit dans ce réseau souterrain. Il s'agit des grottes de Viengxay, au nord-est du Laos.

## Présidence
Après le renversement du régime monarchique en 1975 dont son demi-frère Souvanna Phouma était le Premier ministre, il devient le premier président de la République démocratique populaire lao, poste essentiellement honorifique.
Après octobre 1986, il cesse de jouer un rôle politique pour raison de santé. Phoumi Vongvichit assure l'intérim de la présidence de la République jusqu'en 1991, date à laquelle Kaysone Phomvihane succède officiellement à Souphanouvong.

## Mort
Souphanouvong meurt en 1995, au Laos.